# 屋外排泄
屋外排泄（おくがいはいせつ）とは、屋外において便所が無いところで排泄すること。野外排泄（やがいはいせつ）とも呼ばれる。特に尿（排尿）の場合は立ち小便、俗に立ちション（たちション）、野ション（や・のション）などと呼ばれ、糞（排便）の場合は野糞（のぐそ）と呼ばれる。
便所がどこにでもあるわけではない時代や地域においてはごく自然なことであるが、公衆衛生（疫病の防止）の観点、尿に含まれる塩分と酸によって建物が腐食することから、先進国を中心に多くの地域で屋外での排便が禁止されている。日本では軽犯罪法にて取り締まられている。

## 傾向

### 一般
一般的にトイレが近くになくて我慢できない時に行われることが多い。羞恥心汚す箇所を最小限にとどめ、目立たなくするといった理由で、隅の方や、目立たない場所、ドブなどの溝、元々汚れている所で行われることが多い。植物による目隠しや、分解されることを期待して、自然の中で排尿が行われることも多い。
子供のトイレトレーニングの一環で行わせることもある。かつての日本でも、庭で幼児に排尿させることは当たり前に行われてきた。当時は布おむつが使われていたため洗う手間を省くためでもある。子供がトイレやおまるで排泄することに恐怖心を抱いているときに、行わせることもあった。
ドライブ中に便意を催し、渋滞に巻き込まれるなどして、パーキングエリア（サービスエリア）のトイレまで持たないときには、緑地帯や、路肩、駐車場で行われることもある。
屋外排泄は、登山またはハイキングをしていてトイレが見当たらない時や、トイレのない場所でキャンプをしているときで、なおかつ携帯トイレを持ち合わせていない時に行われる。隠語として、男性は「キジ撃ち」、女性は「花摘み」が用いられる。森林では樹木が生い茂っており、奥へ入れば目隠しになるために行われる。

### 地域性
国や地域によって考え方は異なる。多くの先進国の街中では禁止される。都会ではより強くタブー視され、田舎では寛容な傾向がある。

### 排泄物
尿の方が回数が多く液体であり、乾燥して蒸発するなどして跡が残りにくいことから、罪悪感も少なく行われ、排泄物を処理せずに放置する傾向にある。とりわけ、男性は排尿に際して衣服の着脱の手間が少なく、立位で排尿可能なことから女性よりも場所を選ばず可能であり、より気軽に行う傾向がある。
一般に女性は排尿後に局部に残尿が残りやすいため、排尿後にはトイレットペーパーを用いて局部を拭う必要がある。しかし、野外での排尿時にはトイレットペーパーが設置されていないため、残尿を拭き取るためにはティッシュペーパー等をあらかじめ持参する必要がある。使用済みのティッシュペーパーを現場に残してきた場合跡形として残ることになり、このこともまた女子が男子に比べて野外での排尿をより躊躇しやすい原因である。ティッシュペーパーを持参し忘れた場合や、ティッシュペーパーを残したくないなどの理由から、野外での排尿時に限っては後始末を省略し、局部に残尿を残したまま着衣を整える女性も多いが、下着を汚すことによる悪臭や不快感、尿路感染症のリスクを招くため、後始末の省略は一般に野外での排尿に伴う心理的抵抗を男子と同程度に下げる理由にはならない。むしろ、下着を汚してしまうことへの忌避感から、ティッシュペーパーを所持していない場合は野外での排尿をより躊躇する女性も珍しくない。
一方糞は固体であり、回数も少なく、跡形や臭いが残りやすい上、後始末に男女問わず(女子の排尿に比べて)大量のティッシュペーパー等を必要とする。また、尿に比べてより不潔であり、後始末の省略した場合の悪臭や不快感も(女子の)排尿後のそれを大きく上回るため、男女問わず滅多に行われず、下痢などにより便意が切迫している場合にほぼ限られる。

### その他
自分の性的欲求を満たすため、他者の羞恥心を煽るために行うこともある。

## 海外

### 中国
中国は、田舎、街中、公共の場所問わず、子供の排泄には寛容な傾向にある。その象徴たるものが股割れズボンで、しゃがみこむだけで用が足せるようになっている。ただし、中国政府は2008年北京五輪を前にマナー向上の一環で街中での用足しをやめるよう周知したため、人々の意識も変わりつつある。

### モンゴル
モンゴルの遊牧生活をしている人々は、パオまたはゲルと呼ばれる移動式住居に住んでいるが、その住居にトイレはなく、大地に用を足している。

### インド
インドは宗教上の理由からトイレを設けない家屋が多く、2015年の段階で5億2,300万人が屋外排泄を行っている推計があり、世界最大の屋外排泄大国となっている。これにより特に都市部では衛生状況の悪化が深刻化しており、インド政府や国際機関などがその習慣をやめるよう促している。排泄中の人間は無防備になるため、第三者の襲撃に対し無抵抗になりやすく、とりわけ女子の場合野外での排泄は性被害に直結しやすい。インドでは屋外での排便や排尿が原因となって強姦された女性が年間400人を超えるとの推計もあり、治安維持の観点からも速やかな改善が望まれる。

### ナイジェリア
ナイジェリアでは、人口の約4分の1に当たる約4600万人超が屋外で用を足していると推計されている。2019年、ムハンマド・ブハリ大統領は、屋外での排便の撲滅キャンペーンを宣言。学校やホテル、給油所、礼拝所、市場、病院、オフィスなど公共の場所にトイレ設置を
進めるとしている。

## 強く禁止される場所
神社、仏閣、墓地、地蔵などの宗教施設の様に神聖な場所は汚してはならぬとの考え方から、上水道（生活用水として使っている川、井戸など）や、公園の砂場は（抵抗力の弱い幼児が遊ぶ事が多い場所であるため）疫病予防の観点から、高山は気温が低く、排泄物を分解する微生物の活動が落ちるため行ってはならないとされる。

## 野外排泄に関する日本の法規定
屋外で排泄することは、予想できない渋滞の発生時やトイレの無い山中などでは緊急避難として許されることもあるが基本的には軽犯罪法違反である。すなわち、同法第1条に、「次の各号のひとつに該当する者は、拘留または科料に処する」。そして第26号に「街路又は公園その他公衆の集合する場所で、たんつばを吐き、または大小便をし、もしくはこれをさせた者」とある。
また、場所によっては刑法第142条の「浄水汚染」(付近に飲料水として使用されている井戸や水源地などがあった場合)、同第261条「器物損壊等」(他人の所有物が汚染された場合)、同第174条「公然わいせつ」(人々が集合したり往来のある場所などで陰部を露出して排泄した場合)によって処断されたケースもあり、更に公衆衛生上も好ましくないため認められる行為ではない。男女の性別も問われない。

## 科学的見地から
「小便は樹木類の肥料となる」との理由で他人の野外排尿を擁護する人もいるが誤りである。日本では昭和時代中期まで人の糞尿を農耕の肥料として用いてきたため、このような誤解が広まったと推測される。むしろ、草花に定期的に放尿しているとその植物は逆に枯れてしまうことが多い。小便を肥料として用いるには、肥溜めのような施設に一定期間放置し、発酵を待つ必要がある。大便は窒素やリン酸などを含有しており、脱糞直後の状態でもある程度は肥料になりうるが、本来は小便と同様、肥溜め等で発酵させてから用いられたものである。
なお、昆虫採集家が野外で採集する際に、野糞を行うことがある。すると、動物の糞を好む昆虫　つまり糞虫やハエ類が集まってくる。もし採集家がこの類の採集を求める場合、時間をおいて立ち戻り、集まった昆虫を採集する。昆虫採集の方法として、このような虫を捕るために糞を用意しておいて、それを置いて集める方法があり、これはトラップのひとつとされる。そこから、このような自分の糞で虫を集めることをセルフトラップと呼ぶ。南方熊楠もこれを行っていた記録がある。